# Johann Gottfried Herder
Johann Gottfried Herder (Mohrungen, 25 agosto 1744 – Weimar, 18 dicembre 1803) è stato un filosofo, teologo e letterato tedesco.

## Biografia
Nato a Mohrungen nella Prussia orientale dal maestro di scuola Gottfried (1706-1763) e dalla sua seconda moglie, Anna Elisabeth Peltz (1717-1772), dal pietismo della famiglia egli assorbì un forte interesse religioso. Le condizioni economiche della sua famiglia erano modeste ma furono in grado di assicurare ai figli una buona istruzione; Herder frequentò le scuole pubbliche di Mohrungen, una cittadina che allora contava 2 000 abitanti. Importante fu la sua conoscenza con il diacono Trescho, un pietista che impiegò il giovanissimo Herder come factotum, consentendogli in cambio di utilizzare la sua biblioteca.
Conclusi gli studi secondari, su consiglio del chirurgo militare russo J.C. Schwarz-Erla, Herder decise di recarsi a Königsberg per studiare come chirurgo: nel dicembre del 1762 lasciò Mohrungen dove non sarebbe più tornato e non avrebbe più rivisto i propri genitori. Iscritto nel 1762 all'Università di Königsberg per studiare teologia, fu allievo di Immanuel Kant; qui si legò di amicizia con Johann Georg Hamann, patriota anti-illuminista, sostenitore della prevalenza delle ragioni del sentimento su quelle dell'intelletto, il cui influsso fu determinante per lo sviluppo delle sue teorie.
Nel 1764, divenuto pastore luterano, andò a insegnare a Riga, città baltica a sovranità russa ma che godeva di un'ampia autonomia; scrisse un'ode per l'incoronazione della zarina Caterina e celebrò la memoria di Pietro il Grande. Qui pubblicò anche i suoi primi scritti di estetica e di critica letteraria: Sulla diligenza dello studio delle lingue, del 1764, i Frammenti sulla recente letteratura tedesca, del 1767, Sugli scritti di Thomas Abbt, del 1768, e le Selve critiche, del 1769. Nel maggio 1766 fu iniziato in Massoneria nella loggia di Riga Zum Schwerdt (Alla Spada), fondata l'anno prima e appartenente al Regime della Stretta Osservanza

.
Nel 1769 viaggia per mare fino a Nantes, per visitare la Francia e Parigi in particolare; tiene un diario di viaggio, il Journal meiner Reise im Jahre 1769, con il quale si proponeva di conoscere «il mondo e gli uomini dal punto di vista della politica, dello Stato e delle finanze». A Parigi conobbe Diderot e d'Alembert e acconsentì all'invito del principe vescovo di Lubecca di accompagnare il figlio da Amburgo per un viaggio di istruzione in Francia. Raggiunta Amburgo, riparte con il figlio del vescovo per Strasburgo: durante il viaggio, a Darmstadt, conosce Caroline Flachsland, che sposerà tre anni dopo.
Per una malattia agli occhi, è costretto a fermarsi due mesi, nel 1770, a Strasburgo, rinunciando all'istruzione del giovane principe; conosce Goethe, studente nell'Università di quella città; frutto dei loro numerosi colloqui fu Intorno al carattere e all'arte dei tedeschi, saggi pubblicati nel 1773, che costituiscono una sorta di manifesto del movimento dello "Sturm und Drang".
Nel 1771 Herder fu predicatore alla corte del conte Wilhelm von Schaumburg-Lippe a Bückeburg, dove pubblicò nel 1772 il Saggio sull'origine del linguaggio, nel 1774 Ancora una filosofia della storia per l'educazione dell'umanità e nel 1776, sul significato del Genesi, il saggio Il più antico documento del genere umano. Lasciata Bückeburg nel 1776, dopo la morte della moglie del conte Wilhelm, Marie Eleonore, la sua maggiore protettrice, Herder ottenne, grazie alle raccomandazioni di Goethe, l'incarico di Sovrintendente generale del clero alla corte di Weimar. Qui si affiliò alla loggia massonica Anna Amalia zu den Drei Rosen (Anna Amalia alle Tre Rose), fondata nel 1764 e frequentata da Bode, Wieland e Goethe, e il primo luglio del 1783 aderì all'ordine degli Illuminati col nome di "Damasus Pontifex", in una loggia presieduta da Bode..
.
Nel 1788 intraprese un viaggio in Italia, visitando Roma, Napoli, Firenze e Venezia, ritornando a Weimar nel giugno 1789 e rimanendovi fino alla morte. 
Numerose le opere composte in questi ultimi 25 anni: Plastica e Il conoscere e il sentire dell'anima, del 1778; i Canti popolari, del 1779; le Lettere sullo studio della teologia, del 1781; Lo spirito della poesia ebraica, del 1783; il dialogo Dio del 1787; le Idee per la filosofia della storia dell'umanità, del 1791; i Fogli sparsi e le Lettere per la promozione dell'umanità, del 1797; gli Scritti cristiani, del 1798; due scritti contro la filosofia kantiana, la Metacritica del 1799 e la Kalligone, del 1800; i saggi Adrastea, del 1803.

## Il pensiero di Herder

### Alle origini del problema della lingua
Nel suo primo scritto del 1764, Über den Fleiss in mehreren gelehrten Sprachen (Sulla diligenza nello studio delle lingue), dopo aver ricordato, da teologo quale fu, l'età dei patriarchi biblici che vissero al tempo in cui non vi era ancora la confusione babelica delle lingue, sostiene che la lingua è come una pianta che cresce e si sviluppa secondo la terra e il clima nel quale è piantata e pertanto, poiché «ogni lingua ha il suo proprio carattere nazionale», la nostra lingua materna corrisponde al nostro carattere e al nostro peculiare modo di pensare.
Il problema che deriva da questa premessa è quello di come sarà mai possibile comprendere realmente le lingue straniere e ancor più le lingue morte, il greco e il latino, che pure stanno a fondamento della cultura europea. Respingendo la possibilità di studiare e comprendere una lingua straniera sulla base di traduzioni in quanto, scrive, si perderebbe «il nocciolo della loro forza, il colorito, lo splendore della schiettezza, il loro sonante ritmo», trova la risposta nella necessità di leggere nella lingua originale ogni spirito che in quella lingua si sia espresso: «Così mi sollevo a lui e do alla mia anima la vastità di ogni clima» o, altrimenti detto, «raccolgo nella mia anima lo spirito di ogni popolo».
Per Herder «nel labirinto delle lingue il filo conduttore deve essere la lingua materna; a essa ci lega un accordo dei nostri organi più fini e delle nostre più delicate attitudini e a queste noi dobbiamo rimanere fedeli».
Ogni lingua nazionale, in quanto sorge dall'humus della terra che la nutre, ha dunque un elemento non controllabile dalla ragione e un elemento irrazionale è presente in quel trovare le voci profonde di ogni altra lingua nella «propria anima».

### Lingua e nazione
Proprio perché patriota e cultore delle caratteristiche nazionali di ogni lingua, Herder è ostile al regime prussiano di Federico II, denunciando nei suoi Fragmente über die neuere deutsche Literatur, 1767, la politica culturale prussiana, allora improntata all'imitazione dei modelli francesi, ostacolo allo sviluppo della cultura e della lingua tedesca «lingua nazionale originale e peculiare, creazione di genere proprio, con affinità con le altre lingue ma che ha in sé il proprio archetipo».

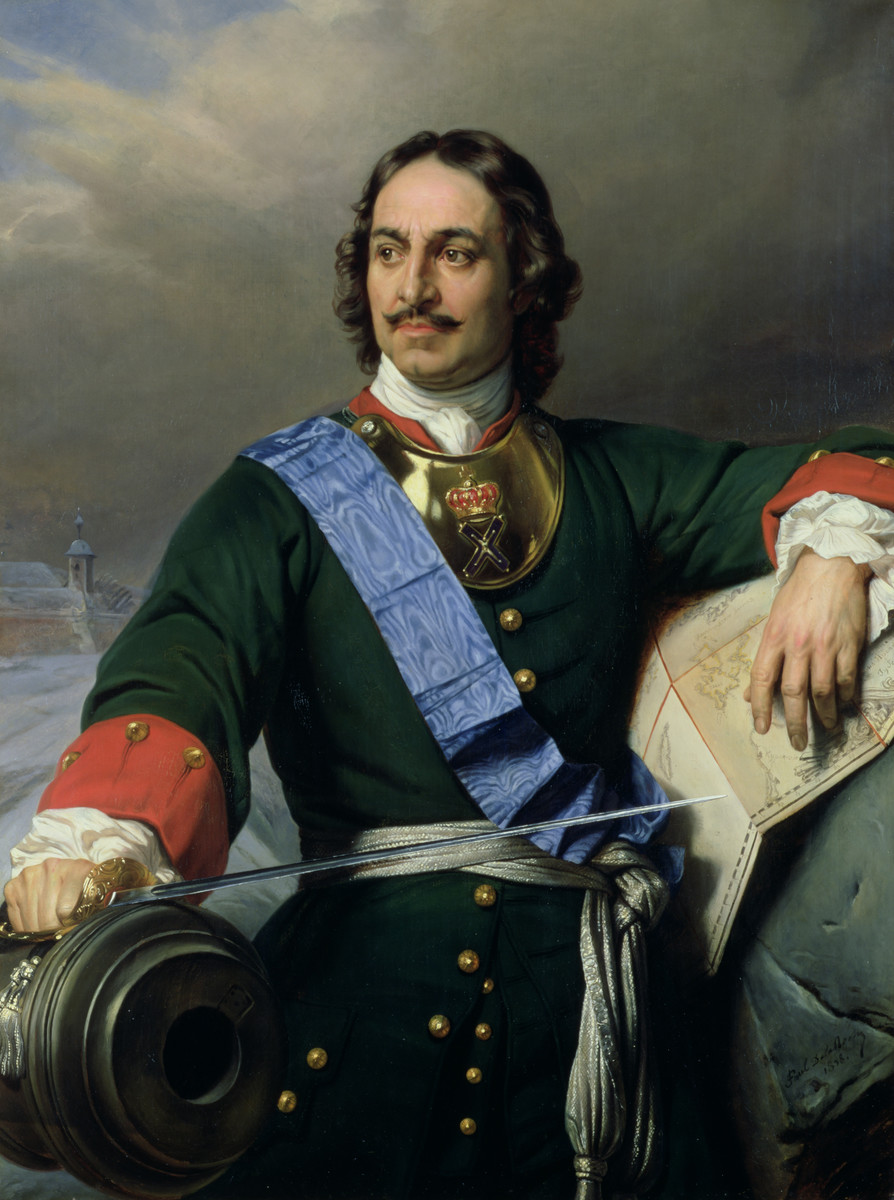
Ritratto di Pietro il Grande di Paul Delaroche

Allora, al concetto di "patriota" era associato quello di difensore della libertà municipale o repubblicana. Herder non crede nella democrazia - quali potevano essere esempio, a quel tempo, le istituzioni svizzere - ma considera che uomo libero sia «poter essere un uomo onesto e cristiano, possedere in pace, all'ombra del trono, la propria capanna e la propria vigna e godere il frutto del proprio sudore»: un patriottismo monarchico, alla Thomas Abbt, ammiratore della monarchia prussiana; per Herder, anche lo zar Pietro il Grande e il dispotismo russo erano patriottici, in quanto difensori dello spirito della nazione: «ogni nazione ha le sue ricchezze e proprietà dello spirito, del carattere come del paese» e il compito dello Stato è «favorire ciò che giace in una nazione e destare ciò che vi dorme».
Se ogni nazione e ogni lingua hanno un proprio distinto carattere, anche ogni individuo, che quella lingua parla e appartiene a una singola nazione, deve possedere una particolare caratterizzazione; per Herder (Über die Schriften von Thomas Abbt, 1768) l'anima umana è «un individuo nel regno degli spiriti, che sente secondo la sua costituzione singolare», è una «particolarità viva» che si manifesta «dall'intero fondo oscuro della nostra anima, nella cui imperscrutabile profondità dormono forze ignote» cosicché si può dire che «noi non conosciamo nemmeno noi stessi e solo a istanti, come in sogno, cogliamo qualche tratto della nostra vita profonda».
Chi studiasse una personalità dovrà allora «spiare gli istanti in cui l'anima si spoglia e si offre». La conoscenza avviene stringendoci «alla maniera di pensare dell'altro e [apprendendo] la saggezza come attraverso un bacio»; non è importante ciò che si pensa ma come si pensa: «Ascoltiamo volentieri pensatori e inventori e teste originali parlare del metodo con cui pensano, anche quando ci danno solo embrioni di concetti e di pensieri non elaborati, appena sbozzati: non importa quello che Bacone ha pensato, è importante come pensava».
Anche le nazioni hanno caratteristiche proprie, derivanti dalla loro generazione: «la generazione nazionale resta la stessa per millenni se non ha mescolanze estranee e opera con più forza se rimane avvinta alla sua terra come una pianta» e se avviene che influssi stranieri vi vengono introdotti, lo spirito nazionale non può che risentirne in negativo, come avvenne al tempo di Carlo Magno: «Orde di monaci e di preti franchi, la spada in una mano e la croce nell'altra, introdussero in Germania l'idolatria papale, i peggiori residui delle scienze romane e il gergo più volgare [...] la lingua dei monaci recò eterna barbarie alla lingua del paese e, penetrando nelle fibre della letteratura, avvelenò lo spirito nazionale [...] ora i popoli tedeschi sono spogliati della loro nobiltà per la loro mescolanza, hanno perduto la loro natura durante una lunga servitù di pensiero [...] se la Germania fosse stata guidata soltanto dalla mano del tempo al filo della sua stessa cultura, certamente la nostra cultura sarebbe ora più povera e angusta ma almeno sarebbe fedele alla sua terra, archetipo di se stessa, e non sarebbe così sfigurata e divisa».

### La poesia popolare

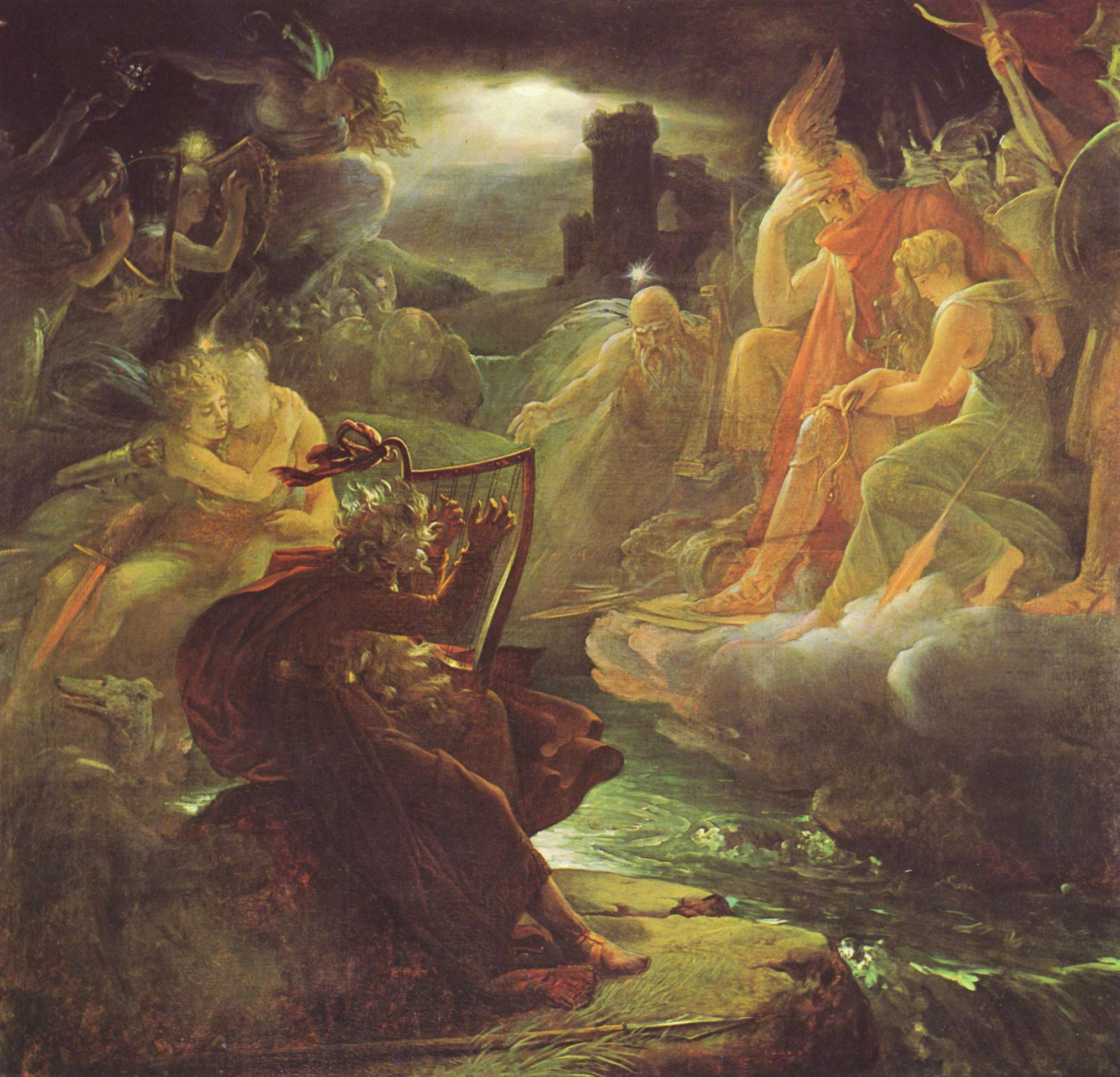
Il sogno di Ossian, di François Gérard, 1801

Negli scritti Vom Geist der Hebräischen Poesie (Lo spirito della poesia ebraica) e Von deutscher Art und Kunst (Il genere e l'arte tedesca) Herder individua nella poesia e in generale nell'arte l'immediata espressione della vita di un popolo, la forma della sua coscienza, la manifestazione della sua spiritualità, della sua anima profonda, rifiutando l'idea della poesia come imitazione della natura. Tale concetto è una conseguenza dell'interesse, diffuso nell'Europa del tempo, per gli antichi canti dei bardi e delle popolazioni indigene dell'America, intesi come fondamentale, perché spontanea, forma di poesia.
Conseguenza di questa posizione è l'ostilità verso i modelli letterari classici, considerati artificiosi e pedanti e l'inconsistenza del secolare dibattito sull'imitazione degli antichi poeti - l'imitazione è artificio, porta alla "poesia d'arte", alla creazione di modelli che non possono che essere espressione di mancanza di sincerità, la quale è la prima condizione per l'esistenza della poesia.
Per Herder «quanto più è selvaggio, cioè vivo e liberamente operante un popolo, tanto più selvaggi, cioè vivi, liberi, sensibili e liricamente operanti devono essere i suoi canti», opponendo i canti popolari «all'artificiosa, sovraccarica, gotica maniera delle moderne odi filosofiche e pindariche inglesi [...] all'artificiosa maniera oraziana dei tedeschi [...] Ossian, i canti dei selvaggi, dei bardi, le romanze, le poesie provinciali, ci porterebbero su una via migliore».

### L'origine del linguaggio
Già nei Frammenti sulla moderna letteratura tedesca Herder aveva abbozzato una storia del linguaggio, indicando come «nella sua infanzia una lingua manda fuori, come un bambino, suoni monosillabici, rozzi e alti. Una nazione, nel suo primo stato selvaggio, come un bambino fissa ogni oggetto: il terrore, la paura e poi la meraviglia sono le uniche sensazioni di cui, il bambino come la nazione, è capace, e la lingua che esprime queste sensazioni è fatta di suoni e di gesti»; proseguendo nel suo sviluppo, il bambino, come la nazione, razionalizza le sensazioni elaborandole con l'intelletto.
Nel Saggio sull'origine del linguaggio, del 1772, che fu presentato in un concorso all'Accademia di Berlino, si pone il problema se il linguaggio umano abbia un'origine naturale o divina. Un linguaggio di natura, fatto di suoni, caratteristico degli animali, esiste: è, dice Herder, il «grido della sensazione»; ma l'uomo è in grado di andare oltre: «l'uomo non è legato a una sola opera, per cui debba agire senza migliorarsi; può cercare nuovi campi d'azione, non è una macchina infallibile nelle mani della natura e ogni sua idea non è opera immediata della natura, ma è la sua propria opera». L'uomo si distacca dalla natura, producendo da sé le sue opere e dunque la sua storia.
Il distacco dalla natura avviene grazie alla riflessione che l'uomo «deve possedere fin dal primo istante in cui egli è uomo. Essa deve mostrarsi nel primo pensiero del bambino [...] l'uomo rivela la riflessione quando la forza della sua anima opera così liberamente da separare un'onda dall'oceano delle sensazioni, le quali penetrano attraverso i sensi, così da trattenerla e volgere la propria attenzione su di essa. Egli mostra riflessione quando può, nell'ondeggiante sogno delle immagini che passano innanzi ai suoi sensi, raccogliersi in un momento di veglia, liberamente soffermarsi sopra un'immagine, prenderla in chiara e calma considerazione, separarne alcuni contrassegni. Egli, infine, mostra riflessione quando può non solo conoscerne vivamente e chiaramente tutte le proprietà, ma anche riconoscerne una o più proprietà distintive». Proprio in questo modo la lingua viene inventata: la qualità di una cosa, che l'uomo ha isolato da tutte le altre, diviene il segno di quella cosa e quel segno è la parola, la «parola dell'anima».
Poiché «non posso pensare il primo pensiero umano senza dialogare o tendere a dialogare», poiché «il primo segno verbale è anche parola di comunicazione con gli altri», la storia del linguaggio coincide con la storia dell'umanità. A questa storia della totalità degli esseri umani ciascun individuo porta il suo contributo, per minimo che possa essere: «non c'è nessuna creatura della mia specie che non operi per l'intera specie».

### La filosofia della storia
Dalla teoria dell'origine della lingua,  l'umanità emerge come artefice del proprio destino, creatrice della sua storia: non c'è posto per la Provvidenza, come a Herder fece notare, disapprovandolo, lo Hamann.
Nell'Auch eine Philosophie der Geschichte (Ancora una filosofia della storia), del 1774, Herder introduce una Provvidenza che non interviene direttamente nella storia umana, ma raggiunge il suo scopo suscitando forze che indirizzano la storia dell'umanità nella direzione di sviluppi «così semplici, delicati e meravigliosi quali li vediamo in tutte le produzioni della natura». La storia dell'umanità appare come la vicenda di un singolo individuo: l'Oriente è l'infanzia dell'umanità - e il dispotismo di quegli Stati sarebbe giustificato dalla necessità dell'esercizio dell'autorità nel periodo dell'infanzia - l'Egitto ne è la fanciullezza, i Fenici ne rappresentano l'adolescenza, i Greci la giovinezza, «gioia giovanile, grazia, gioco e amore» e i Romani sono la «maturità del destino del mondo antico».

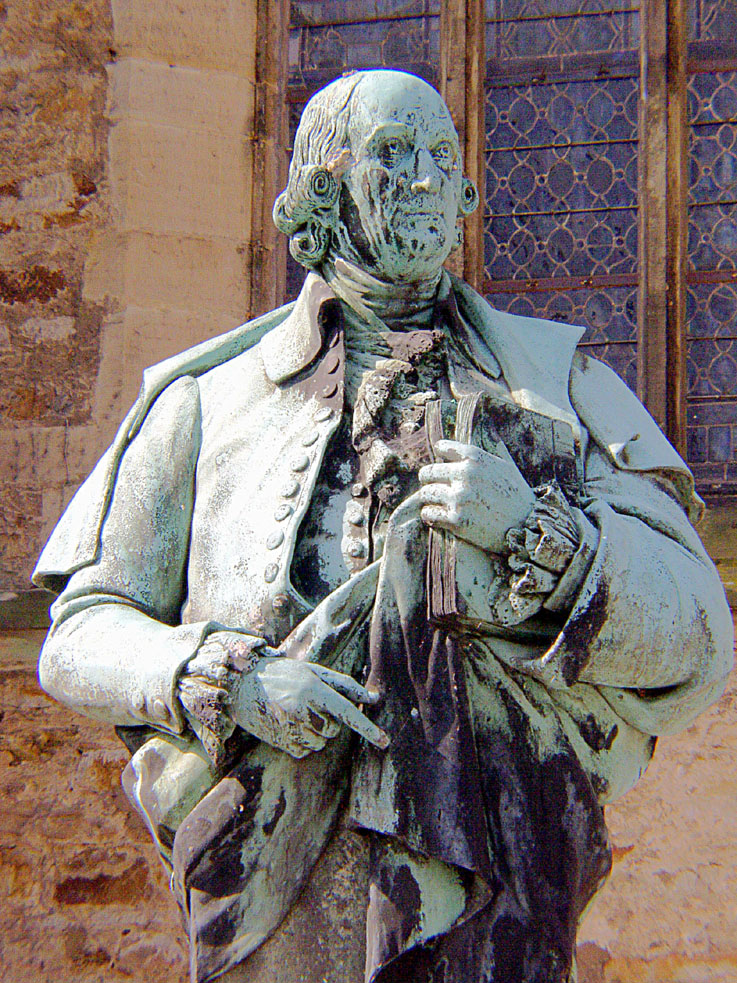
Statua di Herder a Bückeburg

Sembrerebbe la descrizione di un ciclo naturale e positivo; ma come spiegare la fine del mondo antico, il crollo drammatico dell'Impero? Per Herder, l'impero romano rovinò perché volle distruggere i caratteri nazionali, ignorare le tradizioni dei singoli popoli, organizzare come un meccanismo la vita umana: dopo la sua caduta vi fu «un mondo completamente nuovo di lingue, di costumi, di inclinazioni». L'intervento dei Germani nella scena della storia fu positivo, apportando nuova linfa e nuovi valori: «le belle leggi e conoscenze romane non potevano sostituire le forze scomparse, non potevano reintegrare nervi che non avvertivano più alcuno spirito vitale, non stimolavano più impulsi spenti e allora nacque nel Nord un uomo nuovo» portatore di nuova forza, nuovi costumi «forti e buoni» e nuove leggi «spiranti coraggio virile, sentimento dell'onore, fiducia nell'intelletto, onestà e timore degli dei».
La rivalutazione del Medioevo è ben esplicita ma è motivata dall'essere stato, quel periodo, una «grande cura dell'intera specie grazie a una violenta agitazione», senza tradursi, in Herder, nell'esaltazione di un modello politico. La critica di Herder va tuttavia al sistema politico del suo tempo, al «libero pensiero», al cosmopolitismo, a quanto doveva rendere felici gli uomini, ridotti a un «gregge governato filosoficamente». La felicità, per Herder, non può essere il derivato di un'unica causa valida ovunque, perché «ogni nazione ha in se stessa il centro della sua felicità».
Nell'animo umano si formano determinate disposizioni che, a un certo grado del loro sviluppo, si arrestano, cristallizzandosi e impedendo all'individuo ulteriori assimilazioni: «lo si chiami pure pregiudizio, volgarità, gretto nazionalismo, ma il pregiudizio è utile, rende felici, spinge i popoli verso il loro centro, li fa più saldi, più fiorenti alla loro maniera, più fervidi e quindi più felici nelle loro inclinazioni e nei loro obbiettivi [...] la nazione più ignorante, più ricca di pregiudizi, è spesso la prima: l'epoca delle immigrazioni di desideri stranieri, dei viaggi di speranze all'estero, è già una malattia, è una pienezza d'aria, una malsana gonfiezza, un presentimento di morte».
Herder non crede dunque alla prospettiva illuministica di un progressivo avvicinamento alla felicità e alla virtù degli esseri umani; tuttavia, riconosce come sia ben viva nell'animo umano la ricerca della felicità e questo suo tendere a una condizione che vada oltre il proprio stato è pure un progresso reale, un effettivo sviluppo.
Nelle successive Idee sulla filosofia della storia dell'umanità, Herder cercò di dimostrare che l'uomo era lo scopo autentico, «il fiore della creazione», secondo una visione che ha dei contatti con la teoria dell'evoluzione naturale; mentre «l'intera storia dell'umanità è una pura storia naturale delle forze, operazioni, tendenze umane secondo luogo e tempo» la sua filosofia, il suo significato, coincide con la storia stessa dell'umanità:«la filosofia della storia, che persegue la catena della tradizione, è propriamente la vera storia umana» e ogni storia delle singole nazioni si rapporta a un quadro complessivo a formare il piano della Provvidenza. Herder inoltre in quest'opera formulò l'idea che trovò largo seguito nella cultura tedesca che la vera culla dell'umanità fosse da trovarsi non in Medio Oriente o in Giudea ma bensì in India.

### L'estetica
«Estetica! La più feconda, la più bella e sotto molti aspetti la più nuova di tutte le scienze astratte, in quale caverna delle Muse dorme il giovinetto della mia filosofica nazione che ti dovrà perfezionare?»: così lo Herder esprime nelle Selve critiche il suo interesse per quella che considera la Scienza del Bello, pulchris philosophice cogitans. Nella considerazione dell'Estetica egli si rifà al Baumgarten, che considera «l'Aristotele dei suoi tempi», accogliendone la definizione della poesia come «oratio sensitiva perfecta», una definizione che gli sembra unire «la poesia con le sue sorelle, le arti belle».
Egualmente fa sua la considerazione dello Hamann per il quale «la poesia è la lingua materna del genere umano: al modo stesso che il giardino è più antico del campo arato, la pittura della scrittura, il canto della declamazione, il baratto del commercio. Un sonno più profondo era il riposo dei nostri antichissimi progenitori; e il loro movimento una danza tumultuosa. Passarono sette giorni nel silenzio della riflessione o dello stupore; e aprirono la bocca a pronunziare motti alati. Parlavano sensi e passioni, e non intendevano se non immagini. E d'immagini è composto tutto il tesoro della conoscenza e della felicità umana».

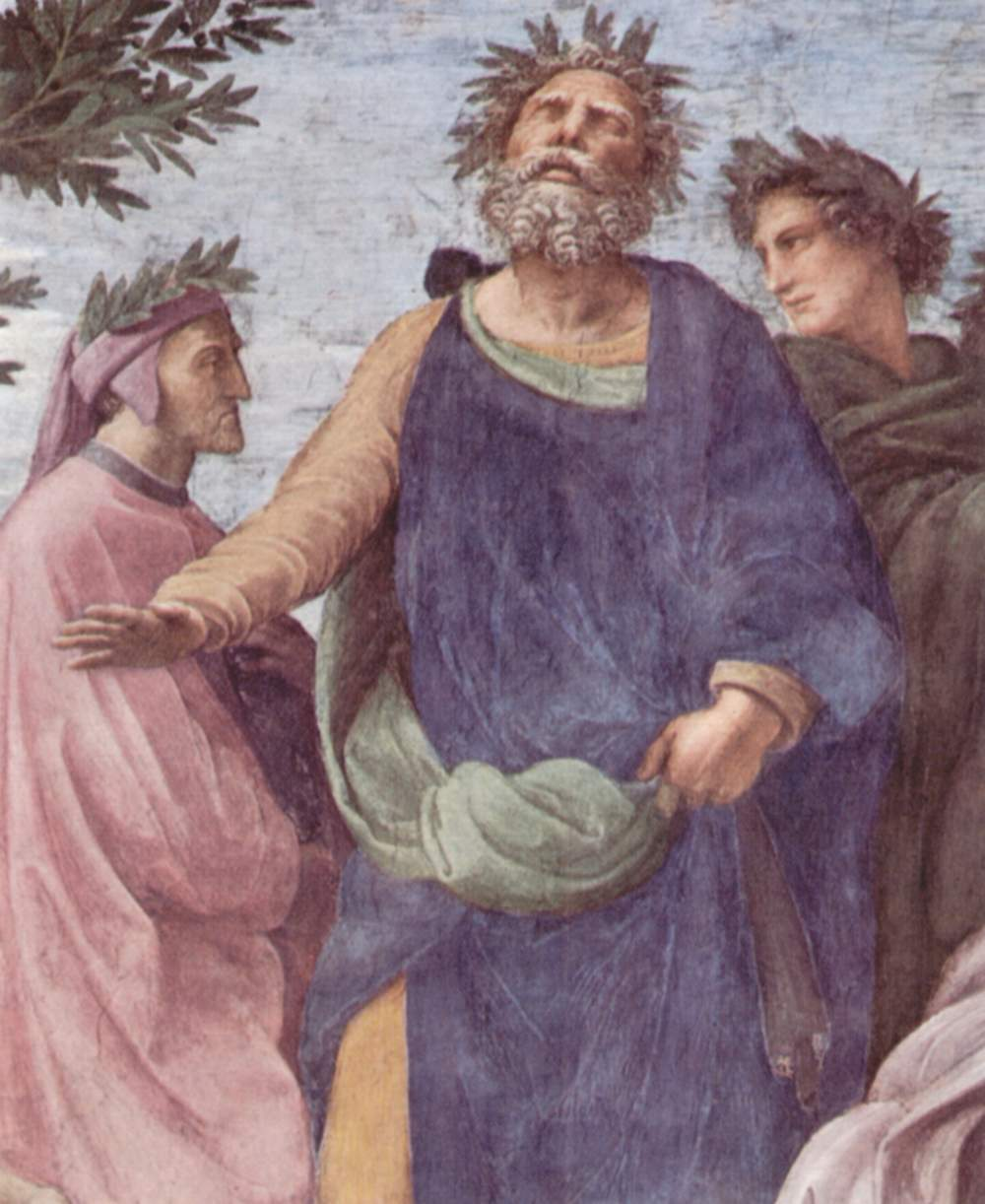
Raffaello: Il Parnaso, particolare con Dante, Omero e Virgilio

Nella sua Kalligone (Leipzig, 1800) esprime la convinzione che «il principio del discorrere umano in toni, in gesti, nell'espressione delle sensazioni e dei pensieri per mezzo d'immagini e segni, non poté essere altro che una specie di rozza poesia e tale è presso tutti i popoli selvaggi della terra [...] l'uomo di natura dipinge ciò che vede e come lo vede, vivo, potente, mostruoso: nel disordine o nell'ordine, come lo vede e l'ode, così lo riproduce. Così ordinano le loro immagini non solo tutte le lingue selvagge, ma anche quelle dei greci e dei romani. Come le offrono i sensi, tali le espone il poeta; specialmente Omero il quale, per ciò che riguarda il nascere e il trapassare delle immagini, segue la natura in modo quasi inarrivabile. Egli dipinge cose e avvenimenti, tratto per tratto, scena per scena, e così gli uomini, quali essi si presentano con i loro corpi, come parlano e agiscono [...] gli dei d'Omero erano così essenziali e indispensabili al suo mondo come sono essenziali al mondo dei corpi le forze del movimento. Senza le decisioni dell'Olimpo nulla accadeva in terra di ciò che sarebbe dovuto accadere. L'isola magica di Omero nel mare occidentale appartiene alla carta delle peregrinazioni del suo eroe con la stessa necessità con la quale essa allora sulla mappa del mondo: indispensabile al suo canto, come sono indispensabili, al severo Dante, i gironi dell'Inferno e del Paradiso».
L'epica si distingue dalla storia perché «non racconta solo quello che è accaduto, ma lo descrive interamente, come è accaduto e come non altrimenti sarebbe potuto accadere, nel corpo e nello spirito» e l'arte non solo generò la storia ma prima ancora « creò forme di dei e di eroi, purificò le selvagge rappresentazioni e le favole popolari, i titani, i mostri, le gorgoni, ponendo confini e leggi alla disordinata fantasia di uomini ignoranti».
Le belle arti e le belle lettere educano l'uomo e lo rendono sensibile: vi sono poi arti specifiche, come la ginnastica e la danza, che educano il corpo, altre, o come la pittura, la scultura e la musica, che educano i sensi più nobili, ossia la vista, il tatto e l'udito. Da ciò l'opinione di Herder che la teoria delle belle arti dovesse essere formulata a partire dall'ottica, dalla fisiologia e dall'acustica - la poesia educa l'intelletto e la fantasia. Il poeta è infatti un artista dell'intelletto e della fantasia: «l'estetica non designa che una parte della logica: ciò che chiamiamo gusto), non è che un vivido e rapido giudizio che non esclude la verità e la profondità, ma anzi le presuppone e le promuove. Le poesie didascaliche non sono che una filosofia sensibile: la favola, che è poi l'esposizione di una dottrina generale, è verità in atto [...] la filosofia, esposta e applicata umanamente, è non solo un'arte bella ma è la madre del bello. la retorica e la poesia devono a essa quello che hanno di educativo, di utile, di veramente gradevole».

### La polemica con Kant
Nel 1798 Herder pubblica Eine Metakritik zur Kritik der reinen Vernunft ("Una metacritica alla Critica della ragione pura"), coerentemente affermando essere il linguaggio l'organo della ragione, in contraddizione con il dualismo kantiano di sensibilità e intelletto. Non esistono leggi a priori che organizzino la conoscenza, la quale trova invece negli stessi organi dei sensi, che unificano la molteplicità dei dati della realtà, la forma strutturante dell'esperienza. La ragione, per Herder, è «il complesso organico di tutte le forze umane, il complesso governo della sua natura sensitiva e conoscitiva e volitiva».

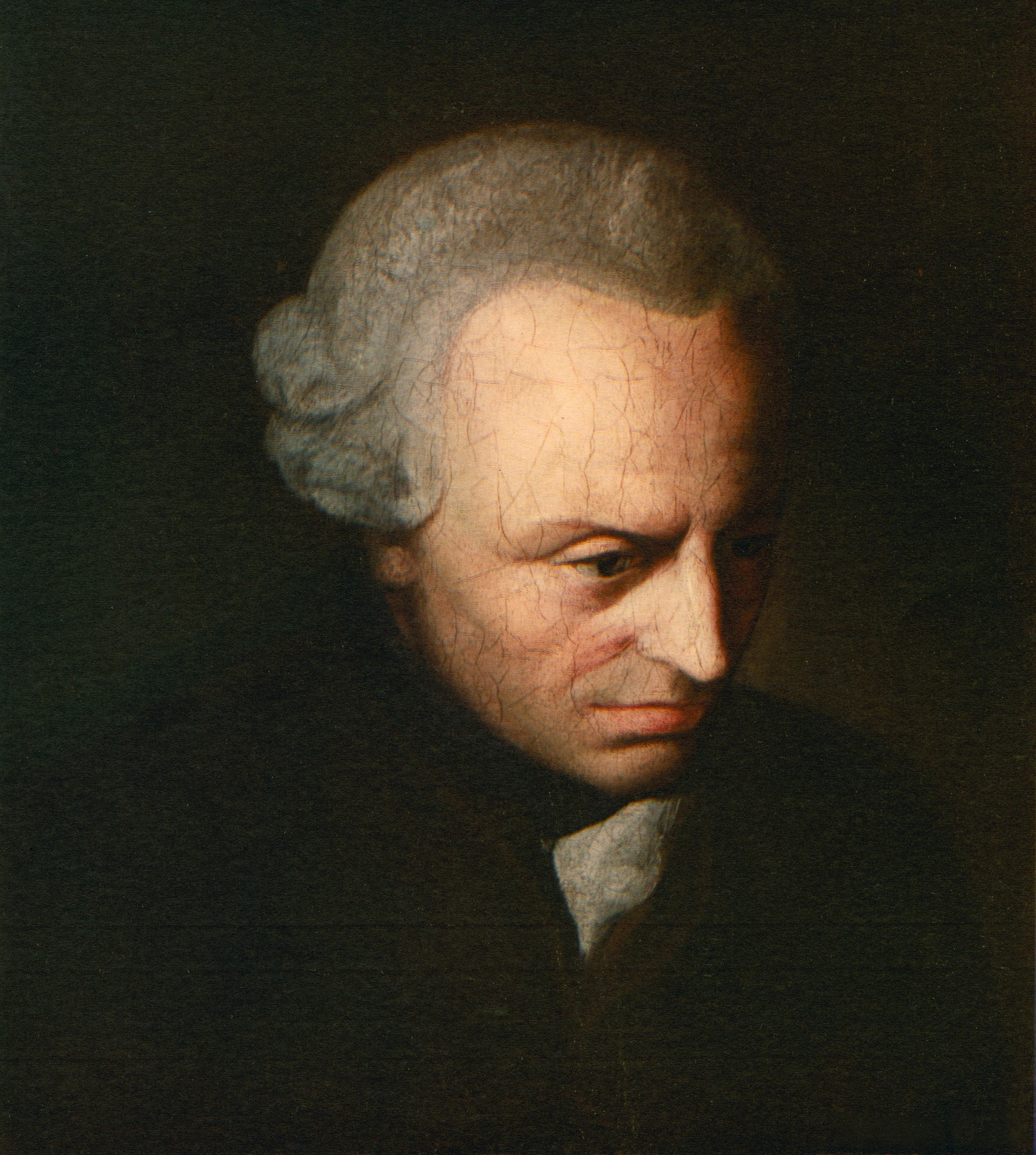
Immanuel Kant

La conoscenza è intesa da Herder come "metaschematizzazione": il dato sensibile proveniente dall'esterno all'individuo, non si trasforma immediatamente in pensiero, ma viene elaborato dall'intelletto, attraverso una metastasi: «l'intelletto può esprimere per mezzo di parole i caratteri da lui colti, può parlare in modo che si vedano le cose e che li si intenda»; la ragione è la facoltà che interviene successivamente all'intelletto, giudicando i fatti ordinati dall'intelletto, ordinandoli secondo una connessione propria dell'individuo - la sua cultura - espressa dal linguaggio. Il concetto non s'identifica con la cosa, ma «è soltanto una notizia di essa, così come possiamo averla dal nostro intelletto e dai nostri organi. Ancor meno la parola: essa deve solo invitarci a conoscere la cosa, a trattenere e riprodurre il concetto; concetto e parola non sono la stessa cosa. La parola dev'essere un'indicazione del concetto, una sua copia».
L'apriorismo kantiano - i concetti di spazio e di tempo - è una forma vuota per Herder, dal momento che sarebbe una forma di conoscenza non derivante dall'esperienza: «di dove io l'abbia, se sia giunta nella mia anima senza e prima di ogni esperienza, questo non è detto nell'espressione "a priori"». Lo spazio e il tempo sono in realtà le dimensioni nelle quali l'individuo agisce: il luogo, il tempo, insieme con l'agire - la "forza", secondo l'espressione herderiana - sono l'espressione della vita dell'individuo nel suo sviluppo: «un'esistenza viva, non appena viene posta, si fa esperienza, è esperienza in se stessa, è un essere che si comprende e si rivela nello spazio e nel tempo di forze interne. Il prima e il dopo di questo essere sono congiunti, perché un prima non potrebbe esistere senza un dopo che da quello deriva».
Come la ragione non organizza i dati sensibili, allo stesso modo non riconosce «nessun ordine e alcuna armonia nella natura, non deve riconoscerli neppure nella natura morale, perché se ordine a armonia sono indipendenti dalla ragione nella natura sensibile, lo sono molto di più nella natura morale, perché l'ordine morale, la bontà e la bellezza come proprietà di un essere libero e come la sua più bella conquista riposano su se stesse».

### Opere
- Johann Gottfried Herder, Sämtliche Werke, a cura di B. Suphan et al., Berlin, 1877-1913, 33 volumi.
- Johann Gottfried Herder, Werke, a cura di U. Gaier et al., Frankfurt am Main, 1985-1998, 10 volumi.
- (DE) Johann Gottfried Herder, [Opere]. 1, Leipzig und Wien, Bibliographisches Institut, [1903?]. URL consultato il 12 marzo 2021.
- (DE) Johann Gottfried Herder, [Opere]. 2, Leipzig und Wien, Bibliographisches Institut, [1903?]. URL consultato il 12 marzo 2021.
- (DE) Johann Gottfried Herder, [Opere]. 3, Leipzig und Wien, Bibliographisches Institut, [1903?]. URL consultato il 12 marzo 2021.
- (DE) Johann Gottfried Herder, [Opere]. 4, Leipzig und Wien, Bibliographisches Institut, [1903?]. URL consultato il 12 marzo 2021.
- (DE) Johann Gottfried Herder, [Opere]. 5, Leipzig und Wien, Bibliographisches Institut, [1903?]. URL consultato il 12 marzo 2021.

### Traduzioni italiane
- Ancora una filosofia della storia per l'educazione dell'umanità, Torino, Einaudi, 1971.
- Idee per la filosofia della storia dell'umanità, Bologna, Zanichelli, 1971.
- Giornale di viaggio 1769, Milano, Spirali, 1984.
- La pietra grezza - I dialoghi per massoni di Lessing e Herder, traduzione di Teresina Zemella, Milano, 1984.
- Ernst e Falk Dialoghi per liberi muratori, Milano, Cisalpino Goliardica, 1984.[1]
- Dialogo intorno a una società invisibile-visibile, Milano, Cisalpino Goliardica, 1984.[2]
- Fama Fraternitatis - Sullo scopo della Framassoneria, come essa appare dall'esterno, Milano, 1984.[3]
- L'anello del sigillo di Salomone - Una continuazione del precedente dialogo, Milano, Cisalpino Goliardica, 1984.[4]
- Dio, Dialoghi sulla filosofia di Spinoza, Milano, Franco Angeli, 1992.
- Metacritica: passi scelti, Roma, Editori Riuniti, 1993.
- Saggio sull'origine del linguaggio, Parma, Pratiche Editrice, 1993.
- Plastica, Palermo, Aesthetica, 1994.
- Dialogo su una società invisibile-visibile, Milano, Bompiani, 2014[5].
- Massoni, Milano, Bompiani, 2014[6].
- Fama Fraternitatis o Sullo scopo della Libera Muratoria, come essa appare dall'esterno, Milano, Bompiani, 2014[7].
- L'anello con sigillo di Salomone, Milano, Bompiani, 2014[8].
- Iduna, o il pomo del ringiovanimento, Pisa, ETS, 2019.

### Studi
- Hans Adler, Wulf Koepke (a cura di), A Companion to the Works of Johann Gottfried Herder, Rochester, Camden House, 2009.
- Isaiah Berlin, Vico e Herder. Due studi sulla storia delle idee, Roma, 1978.
- Robert T. Clark, Jr. Herderː His Life and Thought, Berkeley, University of California Press, 1969.
- G. Fichera, Umanità e linguaggio nel pensiero di Herder, Padova, 1964.
- Michael N. Forster, Herder's Philosophy, New York, Oxford University Press, 2018.
- M. Gennari, Storia della Bildung, Brescia, 1995.
- R. Pascal, La poetica dello Sturm und Drang, Milano, 1957.
- F. Rizzo, Note sulla fortuna di Herder in Italia, in "Atti dell'Accademia Pontaniana", vol. XXV, Napoli, 1977.
- Valerio Verra, Linguaggio, mito e storia. Studi sul pensiero di Herder, a cura di Claudio Cesa, Pisa, 2006.